# César Camino
César Camino (Madrid, Comunidad de Madrid, España, 12 de junio de 1973) es un actor español. Conocido principalmente por sus papeles de Jesús Amorós en Impares y Vicente Cuevas en Los misterios de Laura.

## Filmografía

### Series de televisión
| Año              | Título                        | Cadena    | Papel                      | Notas        |
| ---------------- | ----------------------------- | --------- | -------------------------- | ------------ |
| 2004             | Un paso adelante              | Antena 3  | Cámara                     | 1 episodio   |
| 2004             | La sopa boba                  | Antena 3  | Motorista / Conductor grúa | 2 episodios  |
| 2004             | Aquí no hay quien viva        | Antena 3  | Atracador                  | 1 episodio   |
| 2004             | El comisario                  | Telecinco | Amigo del novio            | 1 episodio   |
| 2005             | Aída                          | Telecinco | Jugador silla de ruedas    | 1 episodio   |
| 2005             | Agitación + IVA               | Telecinco | Varios personajes          |              |
| 2006             | Hospital Central              | Telecinco | Eduardo "Edu" Rodríguez    | 15 episodios |
| 2007; 2009       | Hermanos y detectives         | Telecinco |                            | 2 episodios  |
| 2008             | La que se avecina             | Telecinco | Director del anuncio       | 1 episodio   |
| 2008             | Generación DF                 | Antena 3  |                            | 4 episodios  |
| 2008             | Impares                       | Antena 3  | Jesús Amorós               | 15 episodios |
| 2009; 2011; 2014 | Los misterios de Laura        | La 1      | Vicente Cuevas             | 32 episodios |
| 2009             | Bicho malo (nunca muere)      | Neox      | Guaperas                   | 63 episodios |
| 2010             | La pecera de Eva              | Telecinco |                            | 1 episodio   |
| 2010             | Impares Premium               | Neox      | Jesús Amorós               | 10 episodios |
| 2011             | Plaza de España               | La 1      | Tiberio                    | 4 episodios  |
| 2012 - 2013      | Frágiles                      | Telecinco | Jorge                      | 9 episodios  |
| 2015             | Aquí Paz y después Gloria     | Telecinco | Curro                      | 8 episodios  |
| 2016             | Centro médico                 | La 1      |                            | 1 episodio   |
| 2023             | Los artistas: primeros trazos | Vix       | Álvaro                     | 1 episodio   |

#### TV Movies
| Año  | Título                                               | Cadena | Papel          | Notas     |
| ---- | ---------------------------------------------------- | ------ | -------------- | --------- |
| 2022 | Laura y el misterio del asesino inesperado           | La 1   | Vicente Cuevas | Telefilme |
| 2023 | Laura y el misterio de la novia que esperó demasiado | La 1   | Vicente Cuevas | Telefilme |
| 2023 | Laura y el misterio del paciente suspicaz            | La 1   | Vicente Cuevas | Telefilme |

### Películas
- Los anillos de Saturno (2001).... como Ricky (cortometraje)
- Siete cafés por semana (2001).... cortometraje
- La fiesta (2003).... como Tripi
- DVD (2006).... como Yoel (cortometraje)
- Sexykiller, morirás por ella (2008).... como Tomás
- Hueles a fudrón (2009) .... como Galileo (cortometraje)
- A solas (2010).... como Luis (cortometraje)
- Gran Vía AM/PM (2010).... como Chico boca metro (cortometraje)
- Se quedan a cenar (2011).... como César (cortometraje)
- Ensayo de actores (2011).... como Director (cortometraje)
- Goluzma (2012).... como Él (cortometraje)
- La gran aventura de Los Lunnis y el libro mágico (2019).... como Pinocho

### TV Movies
- 20-N: Los últimos días de Franco (2007).... como Javi

### Programas de televisión
- Saturday Night Live (2009)

### Teatro[3]
- Burundanga (2011–13)
- Una semana, nada más (2013)
- El nombre (2014), dirigido por Gabriel Olivares.
- Cuatro corazones con freno y marcha atrás (2017), dirigido por Gabriel Olivares.
- Gross Indecency (2017), dirigido por Gabriel Olivares.
- Mi vida Americana (2018), dirigido por Víctor Sánchez.
- Tres Sombreros de Copa (2018)
- La función que sale mal (2019)
- El Vergonzoso en Palacio (2020)
- Una terapia integral (2022)
- Es peligroso asomarse al exterior (2024)
- Tennessee, dos obras cortas (2024)
- La bella Dorotea (2022)
- Luces de bohemia (2024)
- El Favor (2025)

### Videoclips Musicales
- Dark la Eme  (2006)